# Bennefa
Bennefa (łac. Diocesis Bennefensis) – stolica historycznej diecezji w Cesarstwie rzymskim w prowincji Byzacena, współcześnie w Tunezji. Obecnie katolickie biskupstwo tytularne.

## Biskupi tytularni
| Lp. | Biskup                         | Funkcja                                               | Od               | Do                   |
| --- | ------------------------------ | ----------------------------------------------------- | ---------------- | -------------------- |
| 1   | Prosper Paul Dodds             | wikariusz apostolski Ziguinchor (Senegal)             | 10 lipca 1952    | 14 września 1955     |
| 2   | Louis Van Steene               | wikariusz apostolski Bukavu (Zair)                    | 7 listopada 1955 | 10 listopada 1959    |
| 3   | Virgil Patrick Copas           | wikariusz apostolski Port Moresby (Papua-Nowa Gwinea) | 19 grudnia 1959  | 15 listopada 1966    |
| 4   | Carlo Fanton                   | biskup pomocniczy Vicenzy (Włochy)                    | 7 stycznia 1967  | 13 listopada 1976    |
| 5   | Luis Enrique Orellana Ricaurte | biskup pomocniczy Quito (Ekwador)                     | 26 stycznia 1978 | 16 grudnia 1997      |
| 6   | Gonzalo de Jesús Rivera Gómez  | biskup pomocniczy Medellín (Kolumbia)                 | 28 stycznia 1998 | 20 października 2019 |
| 7   | Héctor Mario Pérez Villarreal  | biskup pomocniczy Meksyku (Meksyk)                    | 25 stycznia 2020 |                      |